# Liste der Gefäßpflanzen Deutschlands/Löwenzahn
Artikel zur Gattung Gewöhnlicher Löwenzahn
- Löwenzahn, Abstehendhüllspitziger (Taraxacum subcyanolepis) – Familie: Asteraceae
- Löwenzahn, Albertshofers (Taraxacum albertshoferi) – Familie: Asteraceae
- Löwenzahn, Amphorenblättriger (Taraxacum amphoraefrons) – Familie: Asteraceae
- Löwenzahn, Aufgeblasener (Taraxacum intumescens) – Familie: Asteraceae
- Löwenzahn, Ausgedehnter (Taraxacum dilatatum) – Familie: Asteraceae
- Löwenzahn, Ausgezeichneter (Taraxacum insigne) – Familie: Asteraceae
- Löwenzahn, Ausgezogenlappenförmiger (Taraxacum exsertiforme) – Familie: Asteraceae
- Löwenzahn, Ausgezogenlappiger (Taraxacum exsertum) – Familie: Asteraceae
- Löwenzahn, Band- (Taraxacum fasciatum) – Familie: Asteraceae
- Löwenzahn, Bläulichblättriger (Taraxacum quadrangulum) – Familie: Asteraceae
- Löwenzahn, Blauschuppiger (Taraxacum cyanolepis) – Familie: Asteraceae
- Löwenzahn, Bleicher (Taraxacum pallescens) – Familie: Asteraceae
- Löwenzahn, Bleichfüßiger (Taraxacum pallidipes) – Familie: Asteraceae
- Löwenzahn, Blutroter (Taraxacum haematicum) – Familie: Asteraceae
- Löwenzahn, Boekmans (Taraxacum boekmanii) – Familie: Asteraceae
- Löwenzahn, Borgvalls (Taraxacum borgvallii) – Familie: Asteraceae
- Löwenzahn, Brabanter (Taraxacum brabanticum) – Familie: Asteraceae
- Löwenzahn, Breitblättriger Haken- (Taraxacum hamiferum) – Familie: Asteraceae
- Löwenzahn, Breitblättriger (Taraxacum latissimum) – Familie: Asteraceae
- Löwenzahn, Breitgestreifter (Taraxacum fusciflorum) – Familie: Asteraceae
- Löwenzahn, Breitherzförmiger (Taraxacum laticordatum) – Familie: Asteraceae
- Löwenzahn, Breitschnittiger (Taraxacum latisectum) – Familie: Asteraceae
- Löwenzahn, Buchtiger (Taraxacum sinuatum) – Familie: Asteraceae
- Löwenzahn, Christiansens (Taraxacum christiansenii) – Familie: Asteraceae
- Löwenzahn, Dahlstedts (Taraxacum dahlstedtii) – Familie: Asteraceae
- Löwenzahn, Dichtblütiger (Taraxacum subdahlstedtii) – Familie: Asteraceae
- Löwenzahn, Dichtlappiger (Taraxacum densilobum) – Familie: Asteraceae
- Löwenzahn, Dicklappiger (Taraxacum tumentilobum) – Familie: Asteraceae
- Löwenzahn, Dreieckiger (Taraxacum subxanthostigma) – Familie: Asteraceae
- Löwenzahn, Dreikantiger (Taraxacum trigonum) – Familie: Asteraceae
- Löwenzahn, Dreilappiger (Taraxacum trilobatum) – Familie: Asteraceae
- Löwenzahn, Dunkelfarbener (Taraxacum pullum) – Familie: Asteraceae
- Löwenzahn, Dunkelglänzender (Taraxacum nitidum) – Familie: Asteraceae
- Löwenzahn, Dunkelnder (Taraxacum tenebricans) – Familie: Asteraceae
- Löwenzahn, Dunkler (Taraxacum aethiops) – Familie: Asteraceae
- Löwenzahn, Dünnzüngiger (Taraxacum leptoglotte) – Familie: Asteraceae
- Löwenzahn, Edmonds (Taraxacum edmondsonianum) – Familie: Asteraceae
- Löwenzahn, Eigentümlicher (Taraxacum privum) – Familie: Asteraceae
- Löwenzahn, Einförmiger (Taraxacum uniforme) – Familie: Asteraceae
- Löwenzahn, Ekmanns (Taraxacum ekmanii) – Familie: Asteraceae
- Löwenzahn, Erblassender (Taraxacum expallidum) – Familie: Asteraceae
- Löwenzahn, Ergänzender (Taraxacum quadrans) – Familie: Asteraceae
- Löwenzahn, Fagerstroems (Taraxacum fagerstroemii) – Familie: Asteraceae
- Löwenzahn, Feingewellter (Taraxacum subundulatum) – Familie: Asteraceae
- Löwenzahn, Finsterer (Taraxacum scotinum) – Familie: Asteraceae
- Löwenzahn, Flacher (Taraxacum planum) – Familie: Asteraceae
- Löwenzahn, Fleckenblättriger (Taraxacum maculigerum) – Familie: Asteraceae
- Löwenzahn, Florströms (Taraxacum florstroemii) – Familie: Asteraceae
- Löwenzahn, Gefleckter (Taraxacum maculatum) – Familie: Asteraceae
- Löwenzahn, Geflügelter Flecken- (Taraxacum euryphyllum) – Familie: Asteraceae
- Löwenzahn, Geflügelter (Taraxacum alatum) – Familie: Asteraceae
- Löwenzahn, Gelbgriffeliger (Taraxacum xanthostigma) – Familie: Asteraceae
- Löwenzahn, Gelbgrüner (Taraxacum luteoviride) – Familie: Asteraceae
- Löwenzahn, Gelblicher Haken- (Taraxacum polyhamatum) – Familie: Asteraceae
- Löwenzahn, Gelblicher (Taraxacum flavescens) – Familie: Asteraceae
- Löwenzahn, Gelerts (Taraxacum gelertii) – Familie: Asteraceae
- Löwenzahn, Gewelltblütiger (Taraxacum undulatiflorum) – Familie: Asteraceae
- Löwenzahn, Glanzblättriger (Taraxacum lamprophyllum) – Familie: Asteraceae
- Löwenzahn, Glänzender (Taraxacum lucidum) – Familie: Asteraceae
- Löwenzahn, Gleichlappiger (Taraxacum aequilobum) – Familie: Asteraceae
- Löwenzahn, Graublättriger (Taraxacum baeckiiforme) – Familie: Asteraceae
- Löwenzahn, Graugrüner (Taraxacum canoviride) – Familie: Asteraceae
- Löwenzahn, Grobschlitziger (Taraxacum vastisectum) – Familie: Asteraceae
- Löwenzahn, Großköpfiger (Taraxacum praeradians) – Familie: Asteraceae
- Löwenzahn, Großlappiger (Taraxacum copidophyllum) – Familie: Asteraceae
- Löwenzahn, Großlappiger (Taraxacum macrolobum) – Familie: Asteraceae
- Löwenzahn, Großpfeil- (Taraxacum sagittipotens) – Familie: Asteraceae
- Löwenzahn, Grünlicher (Taraxacum chlorodes) – Familie: Asteraceae
- Löwenzahn, Grünrippiger Haken- (Taraxacum pruinatum) – Familie: Asteraceae
- Löwenzahn, Hakenförmiger (Taraxacum hamatiforme) – Familie: Asteraceae
- Löwenzahn, Hakenlappiger (Taraxacum ancistrolobum) – Familie: Asteraceae
- Löwenzahn, Haken- (Taraxacum hamatum) – Familie: Asteraceae
- Löwenzahn, Halbkugelköpfiger (Taraxacum semiglobosum) – Familie: Asteraceae
- Löwenzahn, Halbzurückgezogener (Taraxacum semicurvatum) – Familie: Asteraceae
- Löwenzahn, Hanferartiger (Taraxacum acervatulum) – Familie: Asteraceae
- Löwenzahn, Haralds (Taraxacum haraldii) – Familie: Asteraceae
- Löwenzahn, Hellfüßiger (Taraxacum subleucopodum) – Familie: Asteraceae
- Löwenzahn, Herzförmiger (Taraxacum cordatum) – Familie: Asteraceae
- Löwenzahn, Höckriger (Taraxacum gibberum) – Familie: Asteraceae
- Löwenzahn, Hoher (Taraxacum altissimum) – Familie: Asteraceae
- Löwenzahn, Hülphers (Taraxacum huelphersianum) – Familie: Asteraceae
- Löwenzahn, Kammförmiger (Taraxacum pectinatiforme) – Familie: Asteraceae
- Löwenzahn, Karwendel- (Taraxacum karwendelense) – Familie: Asteraceae
- Löwenzahn, Kemptener (Taraxacum campoduniense) – Familie: Asteraceae
- Löwenzahn, Kerns (Taraxacum kernianum) – Familie: Asteraceae
- Löwenzahn, Keulenlappiger (Taraxacum corynodes) – Familie: Asteraceae
- Löwenzahn, Kjellmans (Taraxacum kjellmanii) – Familie: Asteraceae
- Löwenzahn, Klauenblättriger (Taraxacum unguifrons) – Familie: Asteraceae
- Löwenzahn, Kleiner Gelbgriffel- (Taraxacum inops) – Familie: Asteraceae
- Löwenzahn, Kleinschwänziger (Taraxacum caudatulum) – Familie: Asteraceae
- Löwenzahn, Kräftiger (Taraxacum valens) – Familie: Asteraceae
- Löwenzahn, Krausblättriger (Taraxacum crispifolium) – Familie: Asteraceae
- Löwenzahn, Kurzblättiger (Taraxacum curtifrons) – Familie: Asteraceae
- Löwenzahn, Lagerkrantz (Taraxacum lagerkrantzii) – Familie: Asteraceae
- Löwenzahn, Langblättriger (Taraxacum longifrons) – Familie: Asteraceae
- Löwenzahn, Langschuppiger (Taraxacum longisquameum) – Familie: Asteraceae
- Löwenzahn, Lanzettblättriger (Taraxacum lancidens) – Familie: Asteraceae
- Löwenzahn, Lanzettschuppiger (Taraxacum lanceolatisquameum) – Familie: Asteraceae
- Löwenzahn, Leberblättriger (Taraxacum hepaticum) – Familie: Asteraceae
- Löwenzahn, Lebhafter (Taraxacum gesticulans) – Familie: Asteraceae
- Löwenzahn, Lilahülliger (Taraxacum floccosum) – Familie: Asteraceae
- Löwenzahn, Lojo- (Taraxacum lojoënse) – Familie: Asteraceae
- Löwenzahn, Marklunds (Taraxacum marklundii) – Familie: Asteraceae
- Löwenzahn, Mittelzüngiger (Taraxacum glossocentrum) – Familie: Asteraceae
- Löwenzahn, Mittlerer (Taraxacum intermedium) – Familie: Asteraceae
- Löwenzahn, Mondlappen- (Taraxacum lunare) – Familie: Asteraceae
- Löwenzahn, Nordstedts (Taraxacum nordstedtii) – Familie: Asteraceae
- Löwenzahn, Ödland- (Taraxacum vanum) – Familie: Asteraceae
- Löwenzahn, Ohlsens (Taraxacum ohlsenii) – Familie: Asteraceae
- Löwenzahn, Ostenfelds (Taraxacum ostenfeldii) – Familie: Asteraceae
- Löwenzahn, Pechfleckiger (Taraxacum piceipictum) – Familie: Asteraceae
- Löwenzahn, Pechschwarzer (Taraxacum piceatum) – Familie: Asteraceae
- Löwenzahn, Prächtiger (Taraxacum amplum) – Familie: Asteraceae
- Löwenzahn, Purpur- (Taraxacum purpureum) – Familie: Asteraceae
- Löwenzahn, Rauhklauen- (Taraxacum subericinum) – Familie: Asteraceae
- Löwenzahn, Rauhrandiger Haken- (Taraxacum hamatulum) – Familie: Asteraceae
- Löwenzahn, Raunkiaers (Taraxacum duplidentifrons) – Familie: Asteraceae
- Löwenzahn, Rautenlappiger (Taraxacum adiantifrons) – Familie: Asteraceae
- Löwenzahn, Rhätischer (Taraxacum rhaeticum) – Familie: Asteraceae
- Löwenzahn, Riesiger (Taraxacum ingens) – Familie: Asteraceae
- Löwenzahn, Rotfüßiger (Taraxacum rhodopodum) – Familie: Asteraceae
- Löwenzahn, Rotnerviger (Taraxacum bracteatum) – Familie: Asteraceae
- Löwenzahn, Rotschuppiger (Taraxacum rubrisquameum) – Familie: Asteraceae
- Löwenzahn, Rundlappiger (Taraxacum oblongatum) – Familie: Asteraceae
- Löwenzahn, Safrangelber (Taraxacum croceiflorum) – Familie: Asteraceae
- Löwenzahn, Sahlins (Taraxacum sahlinii) – Familie: Asteraceae
- Löwenzahn, Salz- (Taraxacum bessarabicum) – Familie: Asteraceae
- Löwenzahn, Sand- (Taraxacum arenarium) – Familie: Asteraceae
- Löwenzahn, Saxens (Taraxacum saxenii) – Familie: Asteraceae
- Löwenzahn, Scharfkantiger (Taraxacum acutangulum) – Familie: Asteraceae
- Löwenzahn, Scharfspaltiger (Taraxacum acutifidum) – Familie: Asteraceae
- Löwenzahn, Schieflappiger (Taraxacum obliquilobum) – Familie: Asteraceae
- Löwenzahn, Schildblatt- (Taraxacum tropaeatum) – Familie: Asteraceae
- Löwenzahn, Schlanker (Taraxacum elegantius) – Familie: Asteraceae
- Löwenzahn, Schmalblättriger Haken- (Taraxacum subditivum) – Familie: Asteraceae
- Löwenzahn, Schmalschuppiger (Taraxacum angustisquameum) – Familie: Asteraceae
- Löwenzahn, Schmalzähnlicher (Taraxacum leptodon) – Familie: Asteraceae
- Löwenzahn, Schönblättriger (Taraxacum pulchrifolium) – Familie: Asteraceae
- Löwenzahn, Schönblütiger (Taraxacum speciosiflorum) – Familie: Asteraceae
- Löwenzahn, Schönfarbiger (Taraxacum calochroum) – Familie: Asteraceae
- Löwenzahn, Schönspaltiger (Taraxacum caloschistum) – Familie: Asteraceae
- Löwenzahn, Schönster (Taraxacum pulcherrimum) – Familie: Asteraceae
- Löwenzahn, Schrecklicher (Taraxacum horridifrons) – Familie: Asteraceae
- Löwenzahn, Schwachgefärbter (Taraxacum sublaeticolor) – Familie: Asteraceae
- Löwenzahn, Schwachspitziger (Taraxacum submucronatum) – Familie: Asteraceae
- Löwenzahn, Schwarzgriffeliger (Taraxacum melanostigma) – Familie: Asteraceae
- Löwenzahn, Schwarzkappen- (Taraxacum atricapillum) – Familie: Asteraceae
- Löwenzahn, Schwärzlicher (Taraxacum melanthoides) – Familie: Asteraceae
- Löwenzahn, Sellands (Taraxacum sellandii) – Familie: Asteraceae
- Löwenzahn, Sichellappiger (Taraxacum procerisquameum) – Familie: Asteraceae
- Löwenzahn, Spiegelnder (Taraxacum spiculatum) – Familie: Asteraceae
- Löwenzahn, Starkbereifter Haken- (Taraxacum subhamatum) – Familie: Asteraceae
- Löwenzahn, Starrer (Taraxacum rigens) – Familie: Asteraceae
- Löwenzahn, Steifer (Taraxacum stereodes) – Familie: Asteraceae
- Löwenzahn, Strahlendfarbener (Taraxacum laeticolor) – Familie: Asteraceae
- Löwenzahn, Strand- (Taraxacum litorale) – Familie: Asteraceae
- Löwenzahn, Strenger (Taraxacum severum) – Familie: Asteraceae
- Löwenzahn, Sundbergs (Taraxacum sundbergii) – Familie: Asteraceae
- Löwenzahn, Tiefbuchtiger (Taraxacum eudontum) – Familie: Asteraceae
- Löwenzahn, Tropfentragender (Taraxacum guttigestans) – Familie: Asteraceae
- Löwenzahn, Ungewöhnlicher (Taraxacum insuetum) – Familie: Asteraceae
- Löwenzahn, Vermittelnder (Taraxacum interveniens) – Familie: Asteraceae
- Löwenzahn, Vielzähniger (Taraxacum polyodon) – Familie: Asteraceae
- Löwenzahn, Vielzipfliger (Taraxacum laciniosum) – Familie: Asteraceae
- Löwenzahn, Violettfüßiger (Taraxacum oinopopodum) – Familie: Asteraceae
- Löwenzahn, Violettstieliger (Taraxacum violaceipetiolatum) – Familie: Asteraceae
- Löwenzahn, Weinroter (Taraxacum oinopolepis) – Familie: Asteraceae
- Löwenzahn, Weißfüßiger (Taraxacum leucopodum) – Familie: Asteraceae
- Löwenzahn, Weißlichgelber (Taraxacum ochrochlorum) – Familie: Asteraceae
- Löwenzahn, Weitlappiger (Taraxacum eurylobum) – Familie: Asteraceae
- Löwenzahn, Wellenblättriger (Taraxacum undulatum) – Familie: Asteraceae
- Löwenzahn, Zartstieliger (Taraxacum tenuipetiolatum) – Familie: Asteraceae
- Löwenzahn, Zerlumpter (Taraxacum pannucium) – Familie: Asteraceae
- Löwenzahn, Zerrissenlappiger (Taraxacum dilaceratum) – Familie: Asteraceae
- Löwenzahn, Zerteiltblättriger (Taraxacum lacerifolium) – Familie: Asteraceae
- Löwenzahn, Zugespitzter (Taraxacum cacuminatum) – Familie: Asteraceae
- Löwenzahn, Zungen- (Taraxacum linguatum) – Familie: Asteraceae
- Löwenzahn, Zurückgebogener (Taraxacum retroflexum) – Familie: Asteraceae
- Löwenzahn, Zurückgekrümmter (Taraxacum recurvum) – Familie: Asteraceae
- Löwenzahn, Zusammengedrückter (Taraxacum contractum) – Familie: Asteraceae